# Cantata de Chile
Pour plus de détails, voir Fiche technique et Distribution.
Cantata de Chile est un film musical cubain réalisé par Humberto Solás et sorti en 1976.
Il s'agit d'un film épique tourné dans le style du réalisme socialiste sur le massacre de l'école Santa María d'Iquique en 1907 au Chili.

## Synopsis
En 1907, les travailleurs des mines de nitrate du nord du Chili organisent une grève pour forcer les sociétés minières étrangères à améliorer les conditions de vie des mineurs. Les oligarques répondent par un massacre sanglant faisant des milliers de morts. Toutefois, cela n'entame pas l’esprit des grévistes.

## Fiche technique
- Titre original espagnol : Cantata de Chile[2] (litt. « Cantate du Chili »)
- Réalisateur : Humberto Solás
- Scénario : Humberto Solás
- Photographie : Jorge Herrera
- Montage : Nélson Rodríguez
- Musique : Leo Brouwer
- Société de production : Institut cubain des arts et de l'industrie cinématographiques
- Pays de production :  Cuba
- Langue originale : espagnol
- Format : couleurs par Eastmancolor - Son mono - 35 mm
- Durée : 119 minutes
- Genre : film musical
- Dates de sortie :
  - Canada : 23 octobre 1976

## Distribution
- Nelson Villagra (es)
- Shenda Román (es)
- Eric Heresmann
- Alfredo Tornquist
- Leonardo Perucci
- Peggy Cordero
- Flavia Ugalde
- Roberto Contreras